# If I Believe
If I Believe – czwarty album studyjny japońskiej piosenkarki Mai Kuraki, wydany 9 lipca 2003. Album osiągnął 1 pozycję w rankingu Oricon i pozostał na liście przez 20 tygodni, sprzedał się w nakładzie 444 536 egzemplarzy. Album zdobył status 2× Platyna.

## Lista utworów
| Nr  | Tytuł                                                                                        | Słowa                        | Kompozycja                                 | Aranżacja                                  | Czas |
| --- | -------------------------------------------------------------------------------------------- | ---------------------------- | ------------------------------------------ | ------------------------------------------ | ---- |
| 1.  | "If I Believe"                                                                               | Mai Kuraki                   | Aika Ōno                                   | Cybersound                                 | 3:43 |
| 2.  | "Time after time ~Hana mau machi de~" (jap. Time after time〜花舞う街で〜) (theater version) | Mai Kuraki                   | Aika Ōno                                   | Daisuke Ikeda, Cybersound                  | 4:12 |
| 3.  | "Kaze no La La La" (jap. 風のららら)                                                         | Mai Kuraki                   | Michiya Haruhata                           | Cybersound                                 | 4:22 |
| 4.  | "Kiss"                                                                                       | Mai Kuraki                   | Yoko B. Stone                              | Cybersound                                 | 4:36 |
| 5.  | "mi corazón"                                                                                 | Mai Kuraki                   | M. Africk, M. Pessoa, Perry Geyer          | M. Pessoa                                  | 4:14 |
| 6.  | "I don’t wanna lose you"                                                                     | Mai Kuraki                   | Akihito Tokunaga                           | Akihito Tokunaga                           | 4:06 |
| 7.  | "Make my day ~album version~"                                                                | Mai Kuraki                   | Akihito Tokunaga                           | Cybersound                                 | 3:57 |
| 8.  | "SAME"                                                                                       | Mai Kuraki                   | M. Africk, M. Pessoa, Perry Geyer, J. Risk | M. Africk, M. Pessoa, Perry Geyer, J. Risk | 3:59 |
| 9.  | "Just A Little Bit"                                                                          | Mai Kuraki, M. Africk        | M. Africk, M. Pessoa, Perry Geyer, J. Risk | M. Africk, M. Pessoa, Perry Geyer, J. Risk | 4:31 |
| 10. | "You are not the only one"                                                                   | Mai Kuraki                   | Akihito Tokunaga                           | Cybersound                                 | 4:02 |
| 11. | "Tonight, I feel close to you" (with Yan-Zi)                                                 | Mai Kuraki, Tokiko Nishimuro | Aika Ōno                                   | Cybersound                                 | 4:05 |

## Notowania
| Lista                       | Pozycja |
| --------------------------- | ------- |
| Oricon Weekly Albums Chart  | 1       |
| Oricon Monthly Albums Chart | 2       |
| Oricon Yearly Albums Chart  | 24      |